# Convoi no 3 du 15 août 1942
Le convoi no 3 du 15 août 1942 fut le troisième convoi de déportation à quitter le territoire belge en direction d'Auschwitz-Birkenau.
Le train, comportant 1 000 déportés, dont 172 enfants de moins de seize ans, est parti de la Caserne Dossin (camp de transit), pour un trajet de deux jours vers le camp d'extermination.   
À la fin de la Seconde Guerre mondiale, il n'y eut que cinq survivants du Convoi no 3, dont Moses Schuldenfrei et Chaim Lejb Markowicz qui échappèrent à la marche de la mort. 
Moses fut libéré le 27 janvier 1945 par l'Armée rouge. Chaim, fut quant à lui, transféré dans le Ghetto de Varsovie d'où il fut à nouveau déporté vers Dachau. Il a été libéré par la progression de l'armée américaine.

## Voir aussi

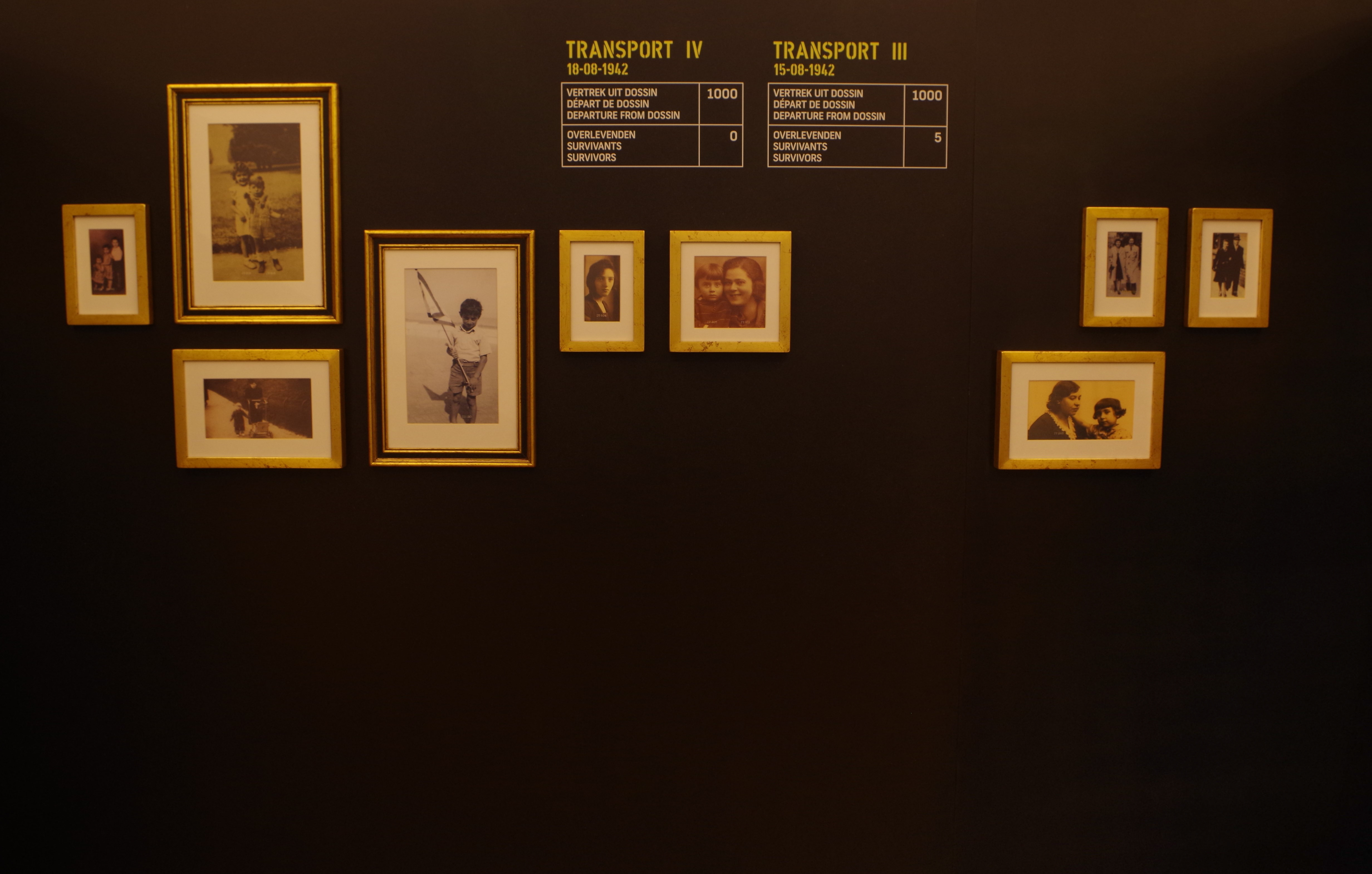
Le transports III au Musée Kazerne Dossin.